# X
X, x là chữ cái thứ 24 trong phần nhiều chữ cái dựa trên Latinh và là chữ thứ 28 trong chữ cái tiếng Việt. Ngoài ra, X là tên gọi của một hệ thống cửa sổ thường dùng trong các hệ điều hành UNIX và tựa-Unix (Xem Hệ thống X Window).
el: ξι (Ξ ξ)
- Trong hệ chữ số La Mã, X có giá trị bằng 10

| Bảng chữ cái Latinh                                                                         | Bảng chữ cái Latinh       | Bảng chữ cái Latinh       | Bảng chữ cái Latinh       | Bảng chữ cái Latinh       | Bảng chữ cái Latinh       | Bảng chữ cái Latinh       | Bảng chữ cái Latinh       | Bảng chữ cái Latinh       | Bảng chữ cái Latinh       | Bảng chữ cái Latinh       | Bảng chữ cái Latinh       | Bảng chữ cái Latinh       | Bảng chữ cái Latinh       | Bảng chữ cái Latinh       | Bảng chữ cái Latinh       | Bảng chữ cái Latinh       | Bảng chữ cái Latinh       | Bảng chữ cái Latinh       | Bảng chữ cái Latinh       | Bảng chữ cái Latinh       | Bảng chữ cái Latinh       | Bảng chữ cái Latinh       | Bảng chữ cái Latinh       | Bảng chữ cái Latinh       | Bảng chữ cái Latinh       | Bảng chữ cái Latinh       | Bảng chữ cái Latinh       | Bảng chữ cái Latinh       | Bảng chữ cái Latinh       | Bảng chữ cái Latinh       | Bảng chữ cái Latinh       | Bảng chữ cái Latinh       |
| Bảng chữ cái chữ Quốc ngữ                                                                   | Bảng chữ cái chữ Quốc ngữ | Bảng chữ cái chữ Quốc ngữ | Bảng chữ cái chữ Quốc ngữ | Bảng chữ cái chữ Quốc ngữ | Bảng chữ cái chữ Quốc ngữ | Bảng chữ cái chữ Quốc ngữ | Bảng chữ cái chữ Quốc ngữ | Bảng chữ cái chữ Quốc ngữ | Bảng chữ cái chữ Quốc ngữ | Bảng chữ cái chữ Quốc ngữ | Bảng chữ cái chữ Quốc ngữ | Bảng chữ cái chữ Quốc ngữ | Bảng chữ cái chữ Quốc ngữ | Bảng chữ cái chữ Quốc ngữ | Bảng chữ cái chữ Quốc ngữ | Bảng chữ cái chữ Quốc ngữ | Bảng chữ cái chữ Quốc ngữ | Bảng chữ cái chữ Quốc ngữ | Bảng chữ cái chữ Quốc ngữ | Bảng chữ cái chữ Quốc ngữ | Bảng chữ cái chữ Quốc ngữ | Bảng chữ cái chữ Quốc ngữ | Bảng chữ cái chữ Quốc ngữ | Bảng chữ cái chữ Quốc ngữ | Bảng chữ cái chữ Quốc ngữ | Bảng chữ cái chữ Quốc ngữ | Bảng chữ cái chữ Quốc ngữ | Bảng chữ cái chữ Quốc ngữ | Bảng chữ cái chữ Quốc ngữ | Bảng chữ cái chữ Quốc ngữ | Bảng chữ cái chữ Quốc ngữ | Bảng chữ cái chữ Quốc ngữ |
| ------------------------------------------------------------------------------------------- | ------------------------- | ------------------------- | ------------------------- | ------------------------- | ------------------------- | ------------------------- | ------------------------- | ------------------------- | ------------------------- | ------------------------- | ------------------------- | ------------------------- | ------------------------- | ------------------------- | ------------------------- | ------------------------- | ------------------------- | ------------------------- | ------------------------- | ------------------------- | ------------------------- | ------------------------- | ------------------------- | ------------------------- | ------------------------- | ------------------------- | ------------------------- | ------------------------- | ------------------------- | ------------------------- | ------------------------- | ------------------------- |
| Aa                                                                                          | Ăă                        | Ââ                        | Bb                        | Cc                        | Dd                        | Đđ                        | Ee                        | Êê                        |                           | Gg                        | Hh                        | Ii                        |                           | Kk                        | Ll                        | Mm                        | Nn                        | Oo                        | Ôô                        | Ơơ                        | Pp                        | Qq                        | Rr                        | Ss                        | Tt                        | Uu                        | Ưư                        | Vv                        |                           | Xx                        | Yy                        |                           |
| Bảng chữ cái Latinh cơ bản của ISO                                                          |                           |                           |                           |                           |                           |                           |                           |                           |                           |                           |                           |                           |                           |                           |                           |                           |                           |                           |                           |                           |                           |                           |                           |                           |                           |                           |                           |                           |                           |                           |                           |                           |
| Aa                                                                                          |                           |                           | Bb                        | Cc                        | Dd                        |                           | Ee                        |                           | Ff                        | Gg                        | Hh                        | Ii                        | Jj                        | Kk                        | Ll                        | Mm                        | Nn                        | Oo                        |                           |                           | Pp                        | Qq                        | Rr                        | Ss                        | Tt                        | Uu                        |                           | Vv                        | Ww                        | Xx                        | Yy                        | Zz                        |
| Chữ X với các dấu phụ                                                                       |                           |                           |                           |                           |                           |                           |                           |                           |                           |                           |                           |                           |                           |                           |                           |                           |                           |                           |                           |                           |                           |                           |                           |                           |                           |                           |                           |                           |                           |                           |                           |                           |
| Ẍẍ                                                                                          | Ẋẋ                        | ᶍ                         |                           |                           |                           |                           |                           |                           |                           |                           |                           |                           |                           |                           |                           |                           |                           |                           |                           |                           |                           |                           |                           |                           |                           |                           |                           |                           |                           |                           |                           |                           |
| Ghép hai chữ cái                                                                            |                           |                           |                           |                           |                           |                           |                           |                           |                           |                           |                           |                           |                           |                           |                           |                           |                           |                           |                           |                           |                           |                           |                           |                           |                           |                           |                           |                           |                           |                           |                           |                           |
| Xa                                                                                          | Xă                        | Xâ                        | Xb                        | Xc                        | Xd                        | Xđ                        | Xe                        | Xê                        | Xf                        | Xg                        | Xh                        | Xi                        | Xj                        | Xk                        | Xl                        | Xm                        | Xn                        | Xo                        | Xô                        | Xơ                        | Xp                        | Xq                        | Xr                        | Xs                        | Xt                        | Xu                        | Xư                        | Xv                        | Xw                        | Xx                        | Xy                        | Xz                        |
| XA                                                                                          | XĂ                        | XÂ                        | XB                        | XC                        | XD                        | XĐ                        | XE                        | XÊ                        | XF                        | XG                        | XH                        | XI                        | XJ                        | XK                        | XL                        | XM                        | XN                        | XO                        | XÔ                        | XƠ                        | XP                        | XQ                        | XR                        | XS                        | XT                        | XU                        | XƯ                        | XV                        | XW                        | XX                        | XY                        | XZ                        |
| aX                                                                                          | ăX                        | âX                        | bX                        | cX                        | dX                        | đX                        | eX                        | êX                        | fX                        | gX                        | hX                        | iX                        | jX                        | kX                        | lX                        | mX                        | nX                        | oX                        | ôX                        | ơX                        | pX                        | qX                        | rX                        | sX                        | tX                        | uX                        | ưX                        | vX                        | wX                        | xX                        | yX                        | zX                        |
| AX                                                                                          | ĂX                        | ÂX                        | BX                        | CX                        | DX                        | ĐX                        | EX                        | ÊX                        | FX                        | GX                        | HX                        | IX                        | JX                        | KX                        | LX                        | MX                        | NX                        | OX                        | ÔX                        | ƠX                        | PX                        | QX                        | RX                        | SX                        | TX                        | UX                        | ƯX                        | VX                        | WX                        | XX                        | YX                        | ZX                        |
| Ghép chữ X với số hoặc số với chữ X                                                         |                           |                           |                           |                           |                           |                           |                           |                           |                           |                           |                           |                           |                           |                           |                           |                           |                           |                           |                           |                           |                           |                           |                           |                           |                           |                           |                           |                           |                           |                           |                           |                           |
|                                                                                             |                           |                           |                           | X0                        | X1                        | X2                        | X3                        | X4                        | X5                        | X6                        | X7                        | X8                        | X9                        |                           |                           |                           |                           |                           | 0X                        | 1X                        | 2X                        | 3X                        | 4X                        | 5X                        | 6X                        | 7X                        | 8X                        | 9X                        |                           |                           |                           |                           |
| Xem thêm                                                                                    |                           |                           |                           |                           |                           |                           |                           |                           |                           |                           |                           |                           |                           |                           |                           |                           |                           |                           |                           |                           |                           |                           |                           |                           |                           |                           |                           |                           |                           |                           |                           |                           |
| Biến thể Chữ số Cổ tự học Danh sách các chữ cái Dấu câu Dấu phụ ISO/IEC 646 Lịch sử Unicode |                           |                           |                           |                           |                           |                           |                           |                           |                           |                           |                           |                           |                           |                           |                           |                           |                           |                           |                           |                           |                           |                           |                           |                           |                           |                           |                           |                           |                           |                           |                           |                           |